# Rio Frasinu (Bistriţa)
O Rio Frasinu é um rio da Romênia, afluente do Bistriţa, localizado no distrito de Gorj.